# Hyphodontiastra virgicola
Hyphodontiastra virgicola — вид грибів, що належить до монотипового роду  Hyphodontiastra.